# Sofíivka
|  | Per a altres significats, vegeu «Sofíievka». |

Sofíivka (en ucraïnès: Софіївка, en rus: Софиевка, Sofíievka) és un poble de la República Autònoma de Crimea a Ucraïna, ocupada per Rússia, que el 2021 tenia 3.732 habitants. Pertany al districte de Simferòpol.